# Le Bastit
 Le Bastit  (en occitano Lo Bastit) es una comuna y población de Francia, en la región de Mediodía-Pirineos, departamento de Lot, en el distrito de Gourdon y cantón de Gramat.
Su población en el censo de 1999 era de 106 habitantes.
No está integrada en ninguna Communauté de communes.

## Demografía
| 141 | 122 | 113 | 118 | 100 | 106 |
| Para los censos de 1962 a 1999 la población legal corresponde a la población sin duplicidades (Fuente: INSEE [Consultar]) |     |     |     |     |     |